# 道徳北町
道徳北町（どうとくきたまち）は、愛知県名古屋市南区の地名。現行行政地名は道徳北町1丁目から3丁目。住居表示未実施。

## 歴史

### 町名の由来
道徳前新田の北堤沿いにひらけた町であることに由来するという。

### 沿革
- 1937年（昭和12年）11月1日 - 南区豊田町・道徳新町の各一部により、同区道徳北町が成立[1]。
- 1985年（昭和60年）11月3日 - 一部が南区豊田一丁目に編入される[6]。

## 施設
- 道徳和光保育園

## その他

### 日本郵便
- 郵便番号 : 457-0864[2]（集配局：名古屋南郵便局[7]）。